# Prigi (Kedungjati)
Prigi is een bestuurslaag in het regentschap Grobogan van de provincie Midden-Java, Indonesië. Prigi telt 1701 inwoners (volkstelling 2010).